# Philenora ypsilon
Doloessa hilaropis là một loài bướm đêm thuộc phân họ Arctiinae, họ Erebidae.